# Amegilla quadrifasciata
Amegilla quadrifasciata (Villers, 1789) è un imenottero apoideo della famiglia Apidae (sottofamiglia Apinae, tribù Anthophorini).